# Marc Bohan
Marc Bohan (Parigi, 22 agosto 1926 – 6 settembre 2023) è stato uno stilista francese.

## Biografia
Dopo gli studi secondari al liceo Lakanal, la sua famiglia lo incoraggia a seguire dei corsi per diventare finanziere, studi che Marc Bohan abbandona rapidamente per iniziare con Jean Patou poi divenuto assistente. modellista da Robert Piguet nel 1946 fino a 1948. Un anno dopo, Piguet chiuse la sua casa di moda, divenne modellista presso Edward Molyneux dove rimase fino al 1951. L'anno successivo lavorò per de Rauch, una breve esperienza poi fece un primo tentativo nel 1953 aprendo la sua casa di moda avenue George-V e presentando lì la sua prima collezione. Anche se la prima collezione fu un successo, chiuse presto la sua casa a causa di errori di gestione e ritornò alla casa di moda Jean Patou; di quest'ultimo fu poi direttore artistico. Ma gli eredi di Patou sono troppo cauti agli occhi di Marc Bohan, il che lo porta a guardare verso Dior.

## Da Christian Dior
Dopo la morte di Christian Dior, riprese il suo lavoro di stilista presso la filiale londinese di Dior dove fu direttore artistico del pret-à-porter per la maison e supervisore delle creazioni per la filiale di New York fino al 1959. ha lasciato Dior per andare a Revillon. Alla fine di ottobre 1960, fu convocato da Marcel Boussac, il proprietario di Dior, che gli offrì di prendere il posto lasciato vacante da Yves Saint Laurent poi ricoverato nell'ospedale. All'inizio del 1961 presenta il primo di una lunghissima serie di collezioni haute couture e poco dopo lancia Baby Dior e poco dopo Christian Dior Monsieur. Gli anni 80 segnano una svolta per Marc Bohan. Nel 1983 Marc Bohan riceve il suo primo Golden dice . Alla fine dell'anno successivo, dopo diversi anni di alti e bassi finanziari, Bernard Arnault prese il timone dell'azienda dalle rovine del gruppo Boussac Saint-Frères. Il direttore aziendale osserverà e manterrà Marc Bohan nella sua posizione. Ciò è stato premiato con un secondo dado d'oro nel 1988 ; Nello stesso anno firma l'ultima collezione haute couture, la cinquantasettesima per Dior . Cedette il posto l'anno successivo a uno dei rappresentanti della moda italiana, Gianfranco Ferre. Nel 1990, Marc Bohan divenne direttore artistico della casa londinese di Norman Hartnell posizione che mantenne fino al 1992. In questa occasione, vestì in particolare diversi membri della famiglia reale.

## La morte
Marc Bohan morì il 6 settembre 2023 all'età di 97 anni. Fu cremato il 13 settembre in questa cittadina, poi sepolto nel cimitero comunale.

## Grandi creazioni da Dior
- 1961: Slim Look, la sua prima collezione firmata Dior
- 1967: Miss Dior, la prima linea francese di prêt-à-porter di Dior
- 1967: Baby Dior , boutique per bambini
- 1970: Christian Dior Monsieur

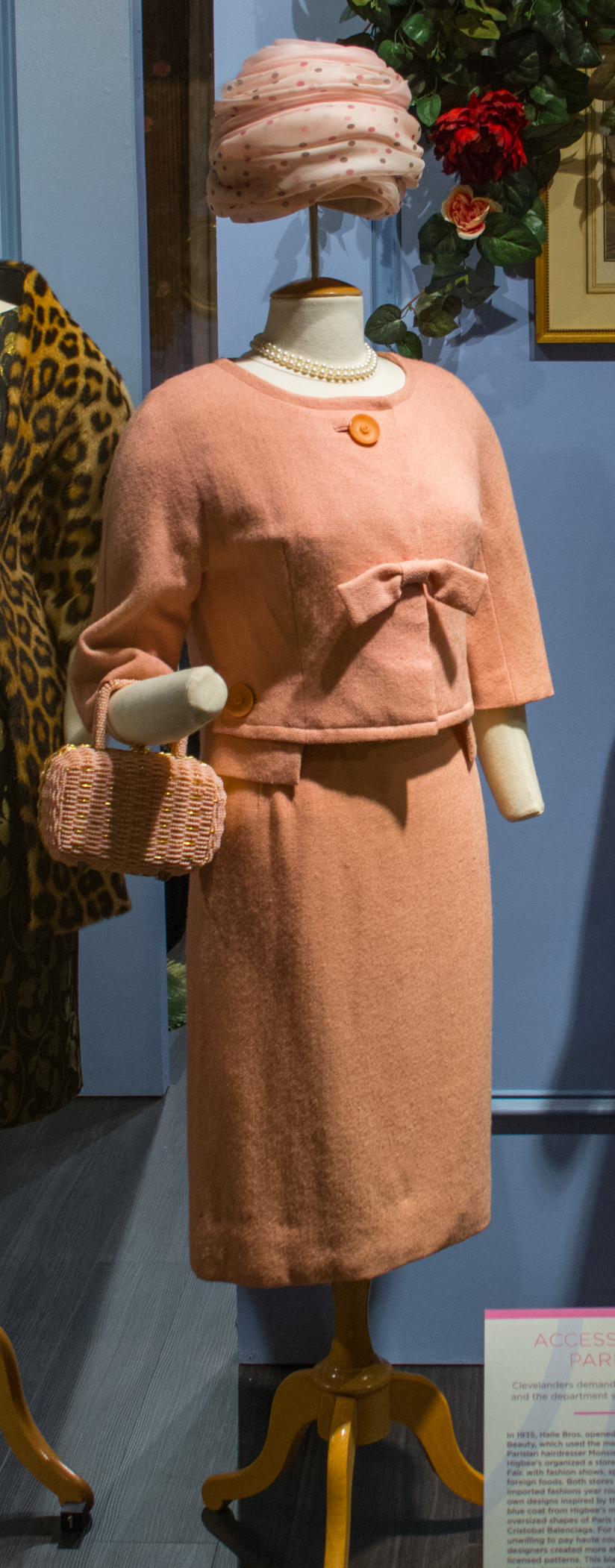
vestito di Marc Bohan per Jean Patou

- vestito di Marc Bohan per Jean PatouDa Dior, per tre decenni, ha vestito le mogli dei capi di Stato, la nobiltà e alcune teste coronate, le principesse di Monaco e la regina di svezia

## Abiti
- 1955  : Women's suite :  abito per Jean Patou
- 1964  : Donna di paglia di Basil Dearden  : abito “Nuit Boréale” per Gina Lollobrigida
- 1966  : Arabesque di Stanley Donen  : Abiti per Sophia Loren
- 1967  : La contessa di Hong Kong di Charlie Chaplin  : abiti per Sophia Loren
- 1968  : Cerimonia segreta di Joseph Losey  : abiti per Elizabeth Taylor
- 1970  : La signora in macchina con gli occhiali e la pistola di Anatole Litvak :  abiti per Stéphane Audran e Samantha Eggar
- 1973  : Una giornata dura per la regina di René Allio  : abiti “Beau mariage” e “Présidente” per Simone Signoret
- 1982  : Tutto fuoco, tutta fiamma di Jean-Paul Rappeneau  : abiti per Isabelle Adjani
- 1983  : La luna nella grondaia di Jean-Jacques Beineix  : abiti per Nastassja Kinski
- 1985  : Il braccio di ferro di Gérard Vergez  : ricostruzione dei modelli originali creati da Christian Dior